# Neàpolis de Siracusa
Neàpolis (Neapolis, Νεάπολις) o Nova Ciutat, fou el barri d'expansió de la ciutat de Siracusa. Probablement es va iniciar a la segona meitat del segle v aC, però no va agafar importància fins a la segona meitat del segle iv aC. Va absorbir el barri de Temenitis, format a la part alta.